# Money (chanson de Ninho)
Pour les articles homonymes, voir Money.
Pistes de Destin
Zéro paluche Outro
Money est une chanson du rappeur français Ninho en duo avec la chanteuse canado-marocaine anglophone Faouzia. Elle est tirée de l'album Destin, sorti le 22 mars 2019 et dont elle est la 17e et avant-dernière piste.
Le titre se hisse à la 6e place des charts français la semaine suivant la sortie de Destin, et est certifié single de platine en février 2020. 

## Classements
| Classements (2019) | Meilleure position |
| ------------------ | ------------------ |
| France (SNEP)      | 6                  |

## Certification
| Pays   | Organisme | Certification | Seuil       |
| ------ | --------- | ------------- | ----------- |
| France | SNEP      | Diamant       | 50 millions |